# Ammazzate quel fascista!
Ammazzate quel fascista! è un saggio storico di  Arrigo Petacco del 2002. 
Il saggio racconta la storia di Ettore Muti, eroe di guerra, ardito e pluridecorato a diciassette anni, fascista della prima ora, che finisce ucciso dai carabinieri, in un presunto o reale tentativo di fuga, nella pineta di Fregene nell'agosto del 1943.